# Масленников, Михаил Михайлович
Михаил Михайлович Ма́сленников (1901—1981) — советский учёный в области теории авиационных двигателей.

## Биография
Окончил МВТУ имени Н. Э. Баумана (1926), работал в ЦИАМ.
В 1940—1950-х годах руководил разработкой теоретических основ авиационных турбопоршневых двигателей лёгкого топлива и созданием таких двигателей.
С начала 1930-х годов преподавал в МАИ, в выделившемся из него (1932) дирижаблестроительном институте (МДИ), в 1940 году реорганизованном в авиационно-технический институт (МАТИ). С 1940 года начальник кафедры авиамоторостроения, затем кафедры двигателей летательных аппаратов и теплотехники МАТИ. Также преподавал в МВТУ.
Профессор (1935). Доктор технических наук (1947).

## Награды и премии
- Сталинская премия первой степени (1951) — за работу в области машиностроения.
- заслуженный деятель науки и техники РСФСР (1965).
- орден Ленина
- два ордена Трудового Красного Знамени (в т.ч. 16.09.1945)
- орден Красной Звезды
- орден «Знак Почёта»
- медали